# Пиковник
Пиковник (словен. Pikovnik) — поселення в общині Церкниця, Регіон Нотрансько-Крашка, Словенія. Висота над рівнем моря: 859,5 м.